# Рядовичі
Рядо́вичі — у Київській Русі — категорія феодально залежного населення, що згадується в історичних джерелах 11-12 ст. Більшість істориків вважають, що рядовичі відбували феодальні повинності на підставі певного договору (ряду) з паном. Рядовичі відбували повинності у вотчині або сплачували данину, виконували дрібні господарські доручення. Входили до складу челяді. За соціальним та юридичним становищем були близькими до закупів. За «Руською Правдою», за вбивство рядовича призначався такий же штраф, як за вбивство смерда чи холопа (5 гривень).